# Alexei Wladimirowitsch Dmitrik
Alexei Wladimirowitsch Dmitrik (russisch Алексей Владимирович Дмитрик; * 12. April 1984 in Slanzy) ist ein ehemaliger russischer Leichtathlet. Dmitrik spezialisierte sich auf den Hochsprung. Seinen größten Erfolg feierte er bei den Weltmeisterschaften 2011, bei denen er die Silbermedaille gewann.

## Karriere
Der Jugend-Weltmeister von 2001 startete bei den Leichtathletik-Halleneuropameisterschaften 2007, konnte sich dort jedoch nicht für das Finale qualifizieren. Die Leichtathletik-Europameisterschaften 2010 beendete er mit einer übersprungenen Höhe von 2,26 m als Siebter.  In der Leichtathletik-Saison 2011 übersprang Dmitrik beim Meeting im spanischen Huelva 2,35 m und setzte sich damit an die Spitze der Weltrangliste im Hochsprung. Einen Monat später verbesserte er in Tscheboksary seine persönliche Bestleistung auf 2,36 m. Mit übersprungenen 2,35 m gewann er bei den Weltmeisterschaften in Daegu die Silbermedaille.
Bei den Halleneuropameisterschaften 2013 gewann Dmitrik in Göteborg die Silbermedaille.
Alexei Dmitrik ist 1,85 m groß und hat ein Wettkampfgewicht von 78 kg.